# 高橋雄造
高橋 雄造（たかはし ゆうぞう、1943年 - ）は、日本の科学技術史学者。
東京都生まれ。1961年、日比谷高校卒業。東京大学工学部電子工学科卒業。1971年、同大学大学院博士課程修了、工学博士（論文タイトルは『高気圧ガス中の部分放電による絶縁物の劣化に関する基礎研究』）。1975年から1977年にかけて西ドイツのアレクサンダー・フォン・フンボルト財団給費研究員としてミュンヘン工科大学に留学。1991年から1992年にかけて米国スミソニアン博物館（スミソニアン国立アメリカ歴史博物館）に留学。1995年、博物館学芸員資格を取得。中央大学勤務を経て、2008年まで東京農工大学教授。
日本科学技術史学会会長。専門は高電圧工学、技術史、博物館学。

## 著書
- 『てれこむノ夜明ケ 黎明期の本邦電気通信史』若井登共編著 電気通信振興会 1994.6
- 『百万人の電気技術史』工業調査会 2006.12
- 『静電気がわかる本 原理から障害防止ノウハウまで』工業調査会 2007.5
- 『博物館の歴史』法政大学出版局　2008.5
- 『静電気を科学する』東京電機大学出版局 2011.9
- 『電気の歴史 人と技術のものがたり』東京電機大学出版局 2011.7
- 『ラジオの歴史 工作の〈文化〉と電子工業のあゆみ』法政大学出版局 2011.12
- 『高校生運動の歴史 新制高校・生徒会連合・60年安保・“高校紛争”・反管理主義』明石書店 2020.10

## 翻訳
- 『お母さんは忙しくなるばかり 家事労働とテクノロジーの社会史』ルース・シュウォーツ・コーワン 法政大学出版局 2010.10

## 参考
- 『博物館の歴史』- 紀伊国屋書店BookWeb